# 中期記憶
中期記憶 （英語：Intermediate-term memory）是記憶的一個階段，不同於感覺記憶，短期記憶/工作記憶，和長期記憶。 閃光燈記憶能維持幾毫秒， 工作記憶能維持到三十秒，長期記憶能維持三十分鐘到一個人生命的結束，中期記憶能維持兩到三小時。 這些記憶處理的持續時間中，這些記憶的重疊意味著它們同時發生，而不是依次發生。 事實上，記憶成為中期記憶可以在長期沒有回憶的情況下產生。 然而，這些記憶形式之間的界限並不明確，它們可能因事件而異。 中期記憶被認為是由海馬皮質所記憶的。
在1993年， 羅森茨維格及其同事在用厭惡刺激調理的大鼠中證明了它，避免遭受厭惡刺激的大鼠的百分比（並暗示了刺激物的厭惡性質的記憶）分別於一分鐘後，十五分鐘後以及六十分鐘後到達極值 ，  理論上這些下降對應於老鼠從工作記憶切換到中期記憶的時間點，從中期記憶到長期記憶的早期階段， 以及從長期記憶的早期階段到長期記憶的晚期階段，從而表明存在著在工作記憶和長期記憶之間存在的一種形式的記憶，這被稱為“中期記憶”。
雖然中期記憶的觀念自1990年代以來一直存在，薩頓等人於2001年介紹了海兔 中期記憶神經相關性的新穎理論，在那裡他們將其描述為中期簡易化的主要行為表現形式。

## 特徵
2001年，薩頓及其同事提出，中期記憶具有以下三個特點：
- 它的誘導需要轉譯，而不是轉錄[8][9]
- 它的表現需要持續激活蛋白激酶A[8] 以及蛋白激酶C[10]
- 它在長期記憶開始前是完全的衰退的[8]

## 機制

### 感應
因為中期記憶不涉及轉錄， 它可能關於已經存在於神經元中的mRNA轉錄物的轉譯。

## 和短期/工作記憶的差異
與短期記憶和工作記憶不同，中期記憶需要發生改變轉譯方式的動作才能發揮作用。

## 和長期記憶的差異
雖然中期記憶只需要轉譯的變化，但若要成為長期記憶，那麼也需要改變轉錄。  從短期記憶到長期記憶的變化被認為依賴於調節轉錄的CREB，但是由於中期記憶不涉及轉錄的變化，所以被認為是獨立於CREB活動的。 根據薩頓等人在2001年提出的中期記憶的定義 ，CREB在長期記憶被誘導之前是完全消失的。
和年齡相關的中期記憶衰退